# I Korpus Jazdy Odwodowej
I Korpus Jazdy Odwodowej (I Korpus Rezerwowy Jazdy) -  jeden z korpusów Wielkiej Armii I Cesarstwa Francuskiego. Należał do Rezerwy Kawalerii marszałka Joachima Murata.

## Skład w sierpniu 1813

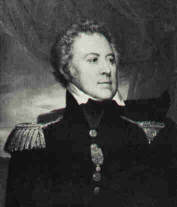
Gen. Marie Victor Nicolas de Fay de La Tour Maubourg, dowódca I Korpusu Jazdy Odwodowej w 1813

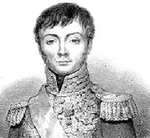
Gen. Jean-Baptiste Juvénal Corbineau, dowódca 1 Dywizji Lekkiej Kawalerii I Korpusu Jazdy Odwodowej w 1813

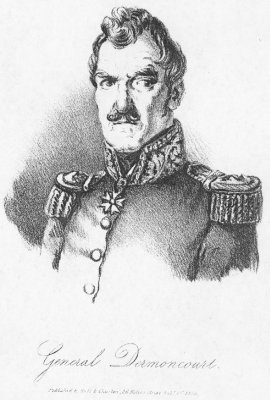
Gen. Paul Ferdinand Stanislas Dermoncourt

Kwatera główna I Korpusu Jazdy Odwodowej mieściła się w Żaganiu
- dowódca - gen. dyw. Marie Victor Nicolas de Fay de La Tour Maubourg (1768–1850)
- szef sztabu - adiutant dowódcy Mathieu
- dowódca artylerii - płk Claude Joseph Lavoy

- 1 Dywizja Lekkiej Kawalerii - gen. dyw. Jean-Baptiste Juvénal Corbineau (1776–1848)
- 1 Brygada - gen. Hippolyte Marie Guillaumede Pire
  - 6 pułk huzarów - płk Joseph-Marie Carignan
  - 7 pułk huzarów - płk Guillaume Joseph Eulner
  - 8 pułk huzarów - płk Charles-Yves-Cesar-Cyr du Coetlosquet
- 2 Brygada - gen. Aime Suplice Victor Pelletier Montmarie
  - 16 pułk szaserów - płk Antoine Henri Armand Jules Elisabeth Latour-Foissac
  - 1 pułk szwoleżerów
  - 3 pułk szwolezerów - płk Charles Joseph Hatry
- 3 Brygada - gen. Cylille Simonde Piquet
  - 5 pułk szwoleżerów - płk François Felicitie Chabert
  - 8 pułk szwoleżerów - płk Tomasz Andrzej Łubieński
  - 1 pułk Włoskich Strzelców - płk Gasparinetti

- 3 Dywizja Lekkiej Kawalerii - gen. Louis Pierre Aimé Chastel (1774–1826)
- 1 Brygada - gen. Louis Vallin (1770–1854)
  - 8 pułk szaserów - płk Edmund Alexandre de Talleyrand-Perigord
  - 9 pułk szaserów - płk Eugene François d'Avranges de Kermont
  - 25 pułk szaserów - płk Paul Eugene Faudoas
- 2 Brygada - gen. van Merlen
  - 1 pułk szaserów - płk Pierre François Antoine Hubert
  - 19 pułk szaserów - płk Henri-Catherine-Baltazard Vincent
- 3 Brygada - gen. Paul Ferdinand Stanislas Dermoncourt (1771–1847)
  - 2 pułk szaserów - płk Louis-Jean-Baptiste-Marie Mathis
  - 3 pułk szaserów - płk Achille Royer
  - 6 pułk szaserów - płk Auguste Fredric de Talhouet de Bonamour

- 1 Dywizja Kirasjerów - gen. dyw. Jean-Pierre Doumerc (1767–1847)
- 1 Brygada - gen. Sigismond-Frédéric de Berckheim (1775–1819)
  - 2 pułk Kirasjerów - płk Pierre Rolland
  - 3 pułk Kirasjerów - płk Jean Guillaume Lacroix
  - 6 pułk Kirasjerów - płk Isidore Martin
- 2 Brygada Bertrand Bessieres
  - 9 pułk kirasjerów - płk de Murat-Sistieres
  - 11 pułk kirasjerów - płk Pierre Duclaux
  - 12 pułk Kirasjerów - płk Michel Jean Paul Daudies
- 3 Brygada - gen. H.A. de Lessing
  - Saski pułk kirasjerów Gwardii - płk von Berg
  - pułk kirasjerów von Zastrow - płk Ziegler

- 3 Dywizja Kirasjerów - gen. dyw. Jean-Pierre Doumerc (1767–1847)
- 1 Brygada - gen. Charles Eugène Lalaing d'Audenarde 
  - 4 pułk kirasjerów - płk Michel-Menou Dujon
  - 7 pułk kirasjerów - płk Michel Ordener
  - 14 pułk kirasjerów - płk Isidore Martin
- 2 Brygada - gen. Marie Antoine de Reiset (1775–1836)
  - 7 pułk dragonów - płk Louis-Charles-Barthelemy Sopransi
  - 23 pułk dragonów - płk Charles-François Martigue
  - 28 pułk dragonów - dow. Caroges
  - 30 pułk dragonów - płk Michel Ordener

- artyleria I Korpusu Kawalerii
  - 4 baterie konne francuskie
  - Bateria konna saksońska
  - Bateria konna włoska
  - oddziały wozów artyleryjskich francuskich, włoskich i saksońskich